# Somatidia spectabilis
Somatidia spectabilis är en skalbaggsart som beskrevs av Thomas Broun 1917. Somatidia spectabilis ingår i släktet Somatidia och familjen långhorningar. Inga underarter finns listade i Catalogue of Life.